# Wunderfinder
Wunderfinder ist ein Lied der deutschen Sängerin und Songschreiberin Alexa Feser und dem Rapper Curse. Wunderfinder wurde am 3. Februar 2017 als zweite Singleauskopplung aus Fesers dritten Studioalbum Zwischen den Sekunden veröffentlicht. Die Single erschien unter dem Label Warner Music. Geschrieben wurde der Song von Feser, Steve van Velvet und Michael Kurth (Curse).

## Inhalt
Im Lied geht es darum, dass viele Menschen in der heutigen Zeit die kleinen „Wunder“ im Leben gar nicht mehr sehen können, da sie viel zu beschäftigt mit anderen Sachen sind. Feser fragt dem Zuhörer in dem Lied ob er ein „Wunderkind oder für Wunder blind“ ist. Die Intention des Liedes ist, auf die kleinen Wunder im Leben aufmerksam zu machen.

## Musikvideo
Das Musikvideo wurde zeitgleich mit der Single am 3. Februar 2017 veröffentlicht. Regie führte Mia Maariel Meyer. Die Dreharbeiten für das Video dauerten drei Tage. In dem Clip sieht man Feser als Krankenschwester im Krankenhaus, während sie sich um eine Mutter und ihren kranken Sohn kümmert. Sie steht unter anderem aber auch mit Curse auf einem Hausdach während es schneit und benutzt ein Funkensprühgerät.

## Chartplatzierungen
Wunderfinder erreichte in einer Chartwoche Rang 62 der österreichischen Hitparade. Für Feser ist es der erste Charterfolg in Österreich. Curse erreichte hiermit zum fünften Mal die Singlecharts in Österreich.